# Hypolytrum hainanense
Hypolytrum hainanense là loài thực vật có hoa trong họ Cói. Loài này được (Merr.) Tang & F.T.Wang mô tả khoa học đầu tiên năm 1961.